# Sergei Diomidov
Sergei Diomidov, né le 9 juillet 1943 à Turtkul en République socialiste soviétique d'Ouzbékistan et mort le 10 mars 2024, est un gymnaste soviétique.

## Palmarès

### Jeux Olympiques d'été
- Tokyo 1964
  -  médaille d'argent au concours par équipes
  - 4e aux barres parallèles
  - 14e au concours général individuel

- Mexico 1968
  -  médaille d'argent au concours par équipes
  -  médaille de bronze au saut de cheval
  - 5e à la barre fixe
  - 6e aux anneaux
  - 6e au concours général individuel

### Championnats du monde
- Dortmund 1966
  -  médaille d'or aux barres parallèles
  -  médaille d'argent au concours par équipes
  - 11e au concours général individuel

- Ljubljana 1970
  -  médaille d'argent au concours par équipes
  - 6e aux barres parallèles
  - 10e au concours général individuel

### Championnats d'Europe
- Anvers 1965
  -  médaille de bronze au concours général individuel
  -  médaille de bronze au cheval d'arçons
  -  médaille de bronze aux barres parallèles
  -  médaille de bronze à la barre fixe